# RS-842
Pour les articles homonymes, voir Route 842.
La RS-842 est une route locale de la mésorégion métropolitaine de Porto Alegre de la municipalité de Nova Petrópolis qui relie la RS-827, depuis le district de Linha Temerária, au district de Sociedade Arroio Paixão. Elle est longue de 2,560 km.